# Oláh Károly (újságíró)
Tokaji és nánási Oláh Károly (Debrecen, 1826. május 24. – Budapest, 1875. október 30.) ügyvéd, újságíró, politikus.

## Élete
Oláh Gábor (a család a XVII. században költözött Zemplén vármegyéből Debrecenbe) és Fehértói Sára fia. Szülővárosában közép- és felső iskoláit kitünő sikerrel végezte; ezután Debrecen részéről a pozsonyi országgyűlésre kiskövetnek küldetett. Később Bihar vármegye aljegyzője lett. Az 1848-1849. évi szabadságharcban mint nemzetőri hadnagy vett részt. A szabadságharc után sok üldöztetésnek volt kitéve. Az ügyvédi vizsga letétele után ügyvédi irodát nyitott Debrecenben. 
1869. július 1-jén alapította a Debrecen című Tisza-párti politikai lapot, melyet 1874. decemberéig szerkesztett; Borostyáni Nándort, a lapnak harctéri tudósítóját, saját költségén küldte ki. 1875. január 1-jén Budapestre tette át lakását és szerkesztette Csávolszky Lajossal és Szederkényi Nándorral az Egyetértést.
Költeményeket írt a Csokonai Lapokba (1850.), a Hölgyfutárba (1851, 1853), a Debreczeni Emlénybe (1860), a Debreczeni Közlönybe (1860); a Hortobágyba (1864. 1. sz. Csokonai szobra ügyében), a Csokonai Albumba (1861. költ.) és az Alföldi Hirlapba (1867).

## Munkái
- Boldogfalva és a Karácsondiak. Költői beszély XII énekben. Debreczen, 1858
- Kazinczy Ferencz emléke. Debreczen, 1859. okt. 27. (költemény)
- Száz darab költemény. Debreczen, 1861 (ebben Boldogfalva 2. kiadásban)[1]

Szerkesztette a Csokonai Lapokat 1850. Orbán Petővel együtt és a Debreczeni Emlékfüzér Széchenyi István sírjára c. munkát, melynek tiszta jövedelme a Széchenyi-szoborra fordíttatott, 1860-ban. (Ebben az Előszót és Széchenyi István halálára c. költeményt írta).
Színművei kéziratban: Vígkedvű Mihály, versben írt tragédia, Ki kell költözni (előadattak a debreczeni színházban); Az utolsó ítélet, vagy ma vesz el a világ, bohózat 3 felvonásban, Bauer Adolf után fordította. (Előadták Kassán, 1863. február 14.).
Társszerkesztője volt a Csokonai Lapok című szépirodalmi közlönynek 1850. július 3-tól július 10-ig (Orbán Petővel) Debrecenben.